# Sandra Ortiz
Sandra Liliana Ortiz Nova (Paz de Río, 6 de marzo de 1977) es una administradora de empresas y política colombiana perteneciente al Partido Alianza Verde, que se desempeñó como Representante a la Cámara por Boyacá entre 2014 y 2018 y como Senadora de la República entre 2018 y 2022. En mayo de 2023 se posesionó como consejera para las regiones en el gobierno de Gustavo Petro.

## Biografía
Nacida en Paz de Río (Boyacá) en marzo de 1977, estudió Administración de Empresas en la Universidad de La Salle, y posee una especialización en Gobierno y Gestión Pública Territorial de la Universidad Javeriana.
Comenzó su trabajo en el sector público como asesora en la Unidad de Trabajo Legislativa del Congreso de la República del 2006 – 2007, después pasó a ser Gerente del Sistema Único de Acreditación y Certificación de Coldeportes y fue Secretaria de Participación y Democracia de Boyacá en 2012.
Fue candidata a la Cámara de Representantes por Boyacá en las elecciones legislativas de 2010 por el Partido de la U; repitió su candidatura en las elecciones legislativas de 2014, esta vez por el Partido Verde, donde resultó elegida con 9.862 votos, la mayor votación del departamento. En las elecciones legislativas de 2018 dio el paso al Senado con 27.176 votos.
Fue Vicepresidenta de la Cámara de Representantes, integrante de la Comisión Tercera de impuestos y presupuesto de la Cámara de Representantes y Copresidenta de la Fundación Cuacos Conservacionista colombiano ICCF.

## Controversias
En mayo de 2024, Sandra Ortiz fue acusada por Sneyder Pinilla, el exsubdirector de la Unidad para la Gestión de Riesgos de Desastres, como supuesto enlace entre él y el presidente del congreso Iván Name para entregar a este un soborno de tres mil millones de pesos.  El 6 de mayo de 2024 hizo pública la renuncia presentada al presidente Gustavo Petro, donde manifestó: «tengo plena confianza en mi inocencia». El caso se encuentra en investigación.
En noviembre de 2024, fue imputada por la fiscalía general .
El 18 de diciembre de 2024 fue sometida a medida de detención carcelaria a espera de sentencia.